# Kubo - den modige samurai
Kubo - den modige samurai (originaltitel Kubo and the Two Strings) er en amerikansk animationsfilm fra 2016. Filmen er instrueret af Travis Knight, skrevet af Marc Haimes, og har Art Parkinson, Matthew McConaughey, Charlize Theron, Rooney Mara og Ralph Fiennes som hovedstemmer.
Kubo - den modige samurai har fået god kritik og blev nomineret til Oscar for bedste animationsfilm under den 89. Oscaruddelingen. Den blev også den anden animationsfilm som blev nomineret til Oscar for bedste visuelle effekter efter The Nightmare Before Christmas (1993).

## Medvirkende
- Carl-Emil Lohmann som Kubo (stemme)
- Alexandre Villaume som Far / Bille (stemme)
- Trine Appel som Mor / Abe (stemme)
- Vigga Bro som Kameyo (stemme)
- Stig Hoffmeyer som Månekongen (stemme)
- Marie Bach Hansen som Søstre (stemme)
- Cyron Melville som Hosato (stemme)
- Kurt Ravn som Hoshi (stemme)